# Tchokola
Tchokola (carátula (enlace roto disponible en Internet Archive; véase el historial, la primera versión y la última).) es un álbum del violinista de jazz fusion Jean-Luc Ponty. Grabado en 1991 en París y mezclado en Los Ángeles, fue lanzado el mismo año bajo el sello EPIC Records. En el álbum, Ponty explora nuevos géneros mezclando jazz con música y ritmos del centro y oeste de África, con instrumentistas de varios países de ese continente.
Fue editado simultáneamente en vinilo, CD y casete. En este primero, fue el último trabajo hecho en ese formato.

## Lista de canciones
1. "Mam'maï" – 6:00 – (M'Boup, N'Djock, Ponty)
2. "Sakka Sakka" – 5:22 – (Betty, N'For, N'Sangué, Wassy)
3. "Tchokola" – 5:47 – (Wassy)
4. "Mouna Bowa" – 6:32 – (N'Sangué, Ponty)
5. "N'Fan Môt" – 6:10 – (Ponty, Wassy)
6. "Yéké Yéké" – 4:58 – (M. Mante)
7. "Bamako" – 4:31 – (N'Djock, Ponty, Wassy)
8. "Rhum 'N' Zouc"  – 5:04 – (Ponty)
9. "Cono" – 4:56 – (Salif Keita)
10. "Bottle Bop" – 4:49 – (N'Djock, N'Sangué, Wassy)

## Personal
- Jean-Luc Ponty – violín
- Guy N'Sangué – bajo
- Moustapha Cissé – percusión
- Abdou M'Boup – percusión
- Brice Wassy – batería
- Willy N'For, Angélique Kidjo, Myriam Betty, EstherDobong'Na-Essiène – voz
- Kemo Kouyaté – kora, balafon
- Patrice Rushen – piano, sintetizador
- Yves N'Djock – guitarra

- Datos: Q5412647